# Krajczy wielki koronny
Krajczy wielki koronny (łac. incisor Regni) – urząd dworski Korony I Rzeczypospolitej, przejął kompetencje średniowiecznego urzędu krajczego. 
Do jego zadań należało krojenie i próbowanie potraw w czasie uczt królewskich. Niekiedy zadanie sprawdzania jedzenia spadało na stolnika wielkiego koronnego.
Według opisu uczty Zygmunta III Wazy w 1595 roku: każdą potrawę podawał najpierw kuchmistrz koronny krajczemu z ukłonami, potem krajczy stolnikowi koronnemu, ten dopiero maczał kawałeczek chleba w potrawie, przykładał chleb ten do języka, na koniec rzucał go w stojący blisko duży kosz srebrny.
Jego odpowiednikiem w Wielkim Księstwie Litewskim był krajczy wielki litewski.